# Liriomyza viticola
Liriomyza viticola är en tvåvingeart som först beskrevs av Mitsuhiro Sasakawa 1972.  Liriomyza viticola ingår i släktet Liriomyza och familjen minerarflugor.
Artens utbredningsområde är Taiwan. Inga underarter finns listade i Catalogue of Life.